# سووایا (واروارین)
سووایا (به صربی: Suvaja) یک منطقهٔ مسکونی در صربستان است که در ورورین واقع شده‌است. سووایا ۱۴۹ نفر جمعیت دارد.